# 薛放
薛 放（せつ ほう、生年不詳 - 825年）は、唐代の官僚。本貫は蒲州宝鼎県。

## 経歴
薛戎の末弟にあたる。その性格は端正で温和かつ寡黙であり、物事の良し悪しを意にかけなかった。薛放は進士に及第し、節度使の補佐役を歴任した。大理寺評事に試用され、右拾遺に抜擢された。右補闕に転じ、水部員外郎・兵部員外郎を歴任し、兵部郎中に進んだ。
穆宗が皇太子のとき、書物を好んで経書の解釈を教える人物を求めていたことから、薛放は皇太子侍読に選抜された。穆宗が即位すると、薛放は穆宗の側近にあって、朝政の機密に参与した。工部侍郎・集賢院学士となった。集賢院学士のまま刑部侍郎に転じた。
穆宗が経書や史書を学ぶときに何を優先すべきかと諮問すると、薛放は『論語』は六経の精華であり、『孝経』は人倫の本であり、この2書をまず学ぶよう言上した。薛放は兵部侍郎・礼部尚書を歴任し、判集賢院事をつとめた。のちに江西観察使として出向した。宝暦元年（825年）2月27日、死去した。諡は簡といった。

## 伝記資料
- 『旧唐書』巻155 列伝第105
- 『新唐書』巻164 列伝第89